# Ankica Oprešnik
Ankica Oprešnik (Vitez, 1919. - Novi Sad, 2005.), hrvatska slikarica i grafičarka, slovenskog podrijetla. 
Akademiju likovnih umetnosti i postdiplomske studije završila je u Beogradu 1949. godine. Izlagala je često sa suprugom Milanom Kercom, poznatim vojvođanskim slikarom.

### Neke izložbe
- Novi Sad, 1951;
- Subotica, 1952;
- Novi Sad, Zrenjanin, 1953;
- Beograd, Novi Sad, 1956;
- Den Haag, Roterdam, Novi Sad, 1958;
- Eindhoven, 1960;
- Zagreb, 1961;
- Novi Sad, Subotica, Beograd, Zrenjanin, 1962;
- Ljubljana, Travnik, Vršac, Bečej, 1964;
- Amsterdam, Beograd, 1967;
- Den Haag, Leuvarden, Amsterdam, 1968;
- Novi Sad, 1969;
- Den Haag, Dordreht, Subotica, 1970;
- Novi Sad, 1972;
- Delft, Nijmegen, 1973;
- Orvelte, 1974;
- Hodmezevasarhelji, 1975;
- Novi Sad, Palić, 1979;
- Novi Sad, 1980;
- Srijemska Mitrovica, Zrenjanin, 1981;
- Beograd, 1983;
- Ruma, 1985;
- retrospektiva, Novi Sad, 1999;
- akvareli, Novi Sad, 1999.

### Neke nagrade
- III bijenale, Ljubljana, 1959;
- bienale "Bianco e nero", Lugano, 1960;
- II. zagrebačka izložba jugoslovenske grafike, Zagreb, 1962;
- Oktobarski salon, Beograd, 1962;
- Oktobarska nagrada grada Novog Sada, 1963;
- III. izložba jugoslovenske grafike, Zagreb, 1964;
- I bienale, Zagreb, IV. zagrebačka izložba, Krakov, 1966;
- VII bienale, Ljubljana, 1967;
- II bienale, Krakov, 1968;
- I bienale, Liege, 1969;
- "Lički anale", Gospić, 1970;
- V. oktobarski novosadski salon, Novi Sad, 1976;
- Proljetna izložba ULUV-a, Sombor, 1982;
- Proljetna izložba ULUV-a, Vršac, 1984.